# Жозеф Унтубе Н'сінга Уджуу
Жозеф Унтубе Н'сінга Уджуу (29 вересня 1934 — 24 лютого 2021) — заїрський політик, прем'єр-міністр країни у 1981–1982 роках. З 1966 по 1969 рік він також обіймав посаду міністра юстиції.